# حمامى الشتاء الحالة للطبقة القرنية
حمامى الشتاء الحالة للطبقة القرنية (المعروفة أيضًا بمرض أودتشورن أو جلد أودتشورن)، مرض جلدي جسمي سائد نادر مجهول السبب يسبب احمرارًا وتقشرًا للجلد على الراحتين والأخمصين. عادةً ما تبدأ الأعراض وتزداد شدتها خلال فصل الشتاء. يعد نوعًا من الجلادات الوراثية.
يشتق اسم «جلد أودتشورن» من بلدة أودتشورن في مقاطعة كيب الغربية في جنوب أفريقيا، حيث وُصف الاضطراب لأول مرة. يعد أحد الاضطرابات الوراثية العديدة المعروفة بانتشارها بشكل كبير بين السكان الأفريقان.

## المظاهر السريرية
تتميز حمامى الشتاء الحالة للطبقة القرنية بعدد من الحالات التي تؤثر على الجلد. تسبب الحمامى احمرار الجلد، والذي يرتبط بشكل عام بالالتهاب والتهيج. تعد الحمامى وفرط التقرن (زيادة سماكة الطبقة المتقرنة)، وتقشر وتوسف الطبقة القرنية بشكل طبيعي، مع زيادة شدة الأعراض في الشتاء، السمات السائدة لهذا الاضطراب.
تُنسب كلمة الحمامى في اسم هذا المرض إلى النخر البيولوجي (الموت الخلوي) ضمن الطبقة المالبيغية (الطبقة الأعمق من البشرة). يكون التقشر والتوسف ناتجين عن التسلخ المنتشر للطبقة المتقرنة، والمرتبط بالنخر البيولوجي الكامن.
تظهر تأثيرات حمامى الشتاء الحالة للطبقة القرنية بشكل متقطع على شكل بقع على جلد الراحتين والأخمصين، وفي الحالات الشديدة، تظهر هذه البقع على الأطراف والأرداف والجذع. أبُلغ أيضًا عن ظهور آفات على الوجه من نفس النوع مع الاضطراب، رغم أنها كانت نادرة الحدوث للغاية.
تبين أن بداية ظهور أعراض هذا المرض وتكرار حدوثها الدوري مرتبطان بقدوم الشتاء أو الطقس المشابه للشتاء. يمكن اعتبار تفاقم الأعراض خلال هذا الوقت مؤشرًا على تكرار الحدوث لدى المرضى المشخصين بهذا الاضطراب، ويتراوح سن بداية ظهور الأعراض من الطفولة المبكرة حتى سن البلوغ، وقد تتراجع الأعراض أحيانًا بعد سن الثلاثين. قد يعاني المرضى الذين يظهرون أعراض الاضطراب لأول مرة في سن أصغر من تفاقم الأعراض. في الوقت الحالي، لم يُحدد أي عامل ارتباط أو سبب معين للمظاهر السريرية المرتبطة بالشتاء، رغم أن البرودة والهواء الجاف الشائعين في ظروف الشتاء قد يكونان موضع شك. مع ذلك، تعتبر بداية ظهور الأعراض في الشتاء سمة مميزة لحمامى الشتاء الحالة للطبقة القرنية من بين اضطرابات الجلد الحمامية الأخرى.
عندما يحدث تقشر للجلد، تكون طبقة الجلد المكشوفة حديثًا تحت الطبقة المتقشرة رطبة وخام وحساسة للغاية. قد يؤدي ذلك إلى إزعاج بسيط، إلا أنه في الحالات الشديدة من حمامى الشتاء الحالة للطبقة القرنية حيث توجد مساحات كبيرة من الجلد الخام، غالبًا ما يسبب تغييرات منهكة ومغيرة للحياة. يورّث المرض وراثة جسمية سائدة. هذا يعني أن الجين المعيب المسؤول عن الاضطراب يقع على صبغي جسمي (الكروموسوم 8 هو صبغي جسمي)، وتكفي نسخة واحدة من الجين المعيب لإحداث الاضطراب عندما تورّث من أحد الوالدين الذي يعاني أيضًا من الاضطراب.
يمكن أن تحدث حمامى الشتاء الحالة للطبقة القرنية كطفرة تلقائية، تظهر لأول مرة لدى شخص ليس له تاريخ عائلي سابق للاضطراب. قد يحدث ذلك بسبب الاستعداد الوراثي، والذي قد يكون مرتبطًا بخط أسلاف أودتشورن.